# Rhyacophila tupikana
Rhyacophila tupikana är en nattsländeart som beskrevs av Wolfram Mey 1994. Rhyacophila tupikana ingår i släktet Rhyacophila och familjen rovnattsländor. Inga underarter finns listade i Catalogue of Life.